# Жестарев, Юрий Львович
Юрий Львович Жестарев — советский хозяйственный, государственный и политический деятель.

## Биография
Родился в 1928 году в Кохме. Член КПСС.
С 1946 года — на хозяйственной, общественной и политической работе. В 1946—1988 гг. — ученик машиниста, помощник машиниста, машинист, руководящий работник железных дорог, начальник Сосногорского отделения Северной железной дороги, председатель горисполкома Ухтинского городского Совета депутатов, первый секретарь Ухтинского горкома КПСС.
Делегат XXVI съезда КПСС.
Умер в Ухте в 2018 году.